# 청명파
청명파(淸明派, 淸名派) 또는 청명당(淸明黨, 淸名黨)은 조선 후기의 정당 노론 내에 존재하던 파벌이었다. 청류파(淸流派), 청류(淸流), 명류(明流, 名流), 청당(淸黨), 명당(明黨, 名黨) 등으로도 불린다. 노론 내 벽파, 시파, 북학파와는 다른 소수 파벌이었다. 이들은 사도세자를 역적으로 규정한 노론의 당 이념에 반하는 파벌이었다.
청명파는 노론의 당내 파벌로, 정확한 결성 년도는 알려진 바 없으나 1752년을 전후해 결성되었으나 1800년(정조 24년) 정조 사후 해체되었다. 이들은 세손 이산은 사도세자 선의 자손이니 역적이다, 임금이 될 사람이 아니라는 벽파의 당론에 맞서 세손은 영조의 혈육이니 정당한 계승자라는 이론을 견지하였다. 
노론 내 노론벽파와 노론시파, 정치적 문제에서는 거리를 두었던 북학파와도 다른 파벌이었다. 이들은 벽파, 시파와 일부 정책은 협력하면서도 양측을 모두 남인, 소론, 북인과 같은 역적으로 보았다. 이들은 왕실 외척세력을 비판했고, 영조, 정조가 후원한 탕평파 역시 거리를 뒀다. 청명파의 지도자는 김치인, 김종수로서 이들은 노론 당내 주류인 벽파와 수시로 마찰을 빚었다.